# Парк Победы (Советск)
Парк Побе́ды и мемориальный комплекс «Танк» — мемориальный комплекс победы в Великой Отечественной войне 1941—1945 гг., расположенный в центральной части города Советска. Находится в сквере на улице Театральной. До войны — Ангерплац (Angerplatz). Открыт в 1975 году.

## История
В ходе боевых действий на территории Тильзита образовалось 96 братских могил и 307 одиночных захоронений. В 1948 году все останки были перенесены в одну могилу в сквере на городской площади, где и был установлен памятник. Захоронено было 977 воинов. Мемориальный комплекс был создан по проекту архитектора города Н. П. Рябова в 1975 году, ремонтно-реставрационные работы произведены в 2010 году к 65-летию Победы. В этом же году был совершен акт вандализма — неизвестные сожгли на вечном огне венки, принесенные к мемориалу в День Победы, залив пластмассой основание вечного огня.

## Описание
Парк представляет собой мемориальный комплекс на братской могиле советских воинов, погибших в январе 1945 года. В центре на высоком постаменте, с орденом Отечественной войны на лицевой плоскости, установлен танк Т-34. Перед ним находится клумба с вечным огнём, по обе стороны которой расположены надгробия с мемориальными плитами и тумба с орденом Красного Знамени. За памятником расположена колоннада, ограждающая мемориальные плиты с фамилиями погибших солдат.
Парк является традиционным местом митингов, посвященных датам, связанным с Великой Отечественной войной — 22 июня и 9 мая. Там проходят возложения цветов, выступления военнослужащих, ветеранов и представителей администрации города. Оборудованный скамейками и пешеходными дорожками мемориальный комплекс — прекрасное место для сосредоточенных прогулок и отдыха горожан. Также мемориальный комплекс «Танк» — конечный пункт традиционной городской акции шествия со свечами «Свеча памяти».

## Галерея

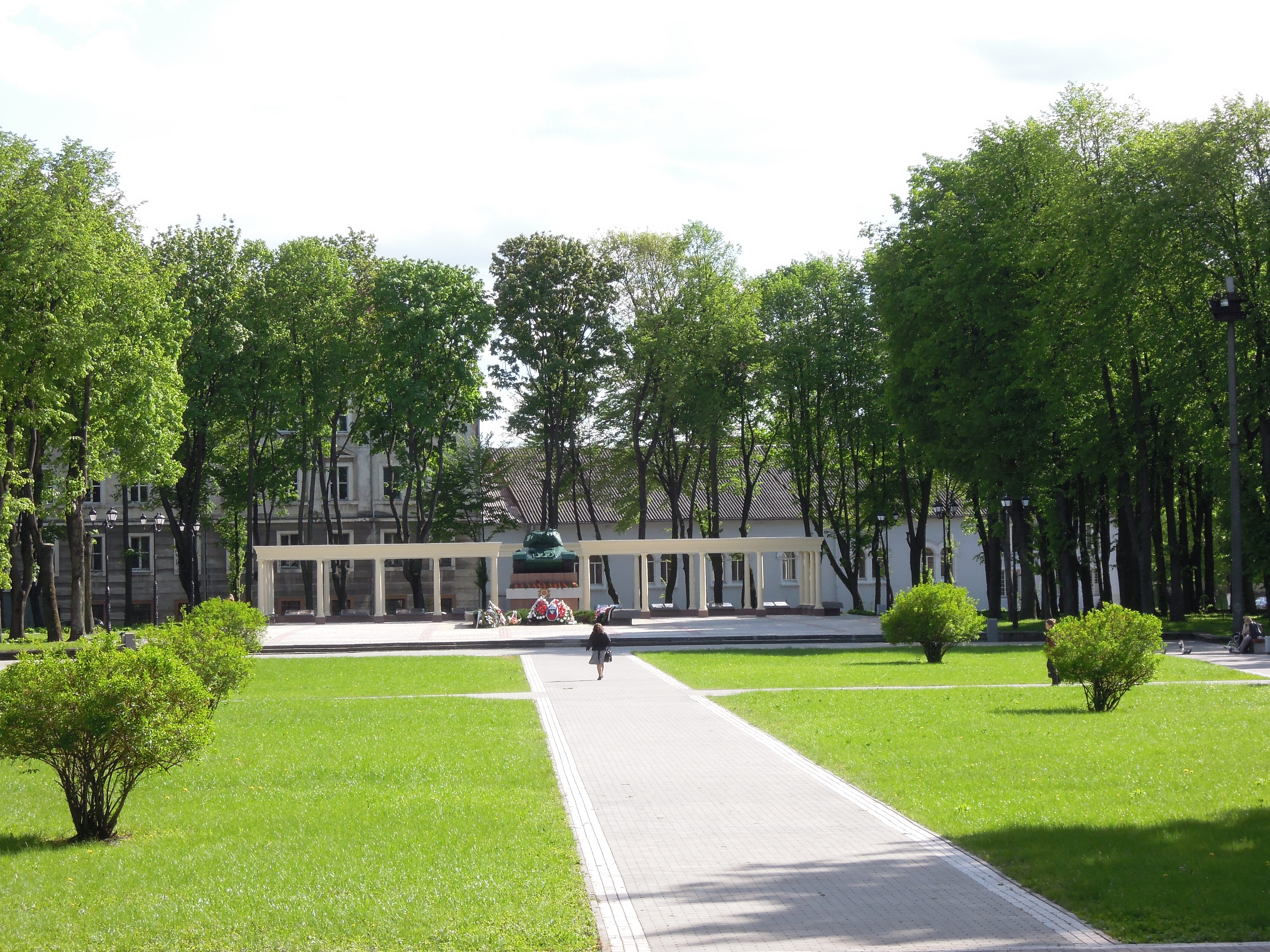
Мемориальный комплекс со стороны Тильзит-театра
Танк Т-34
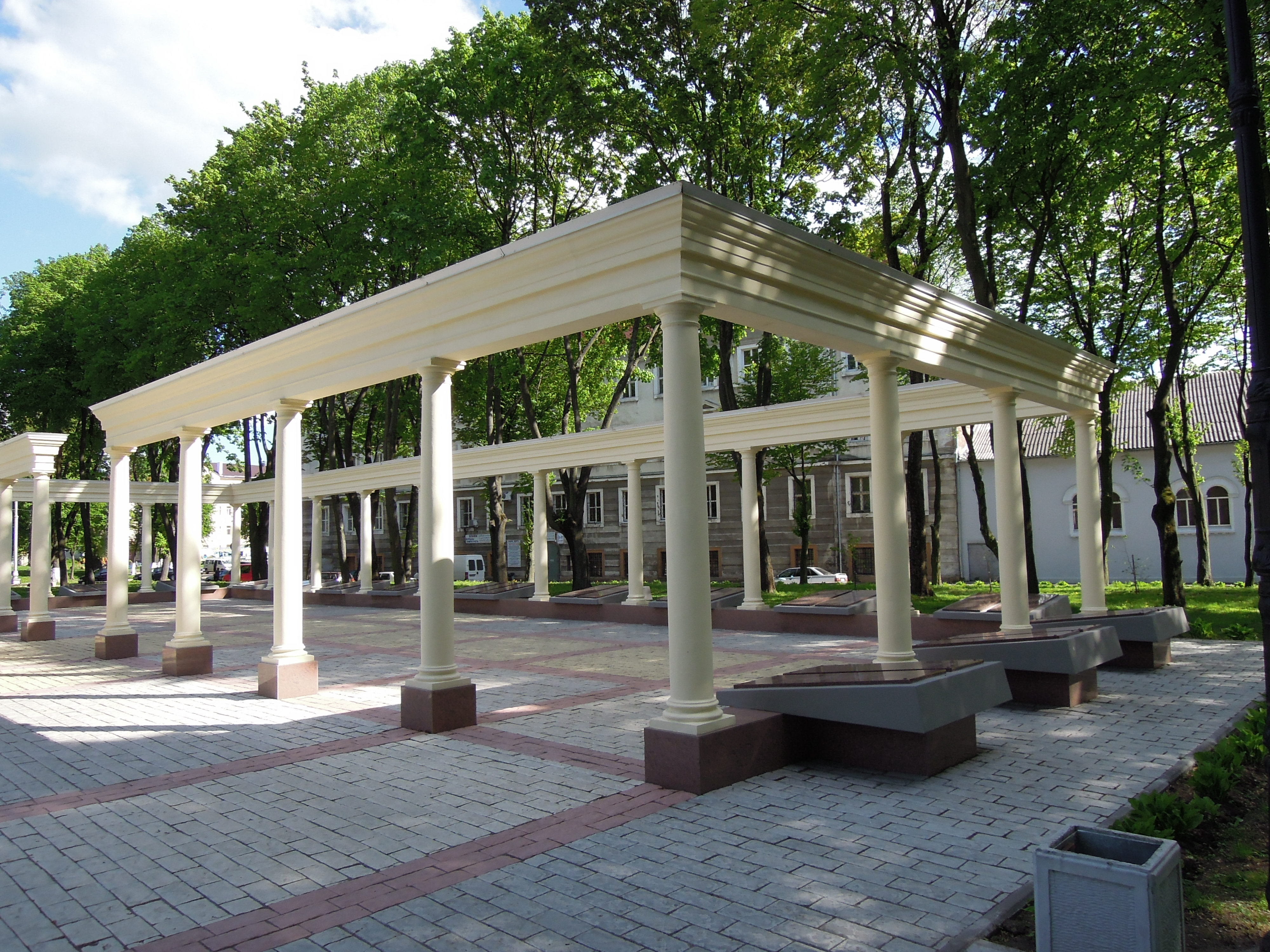
Колоннада в парке Победы
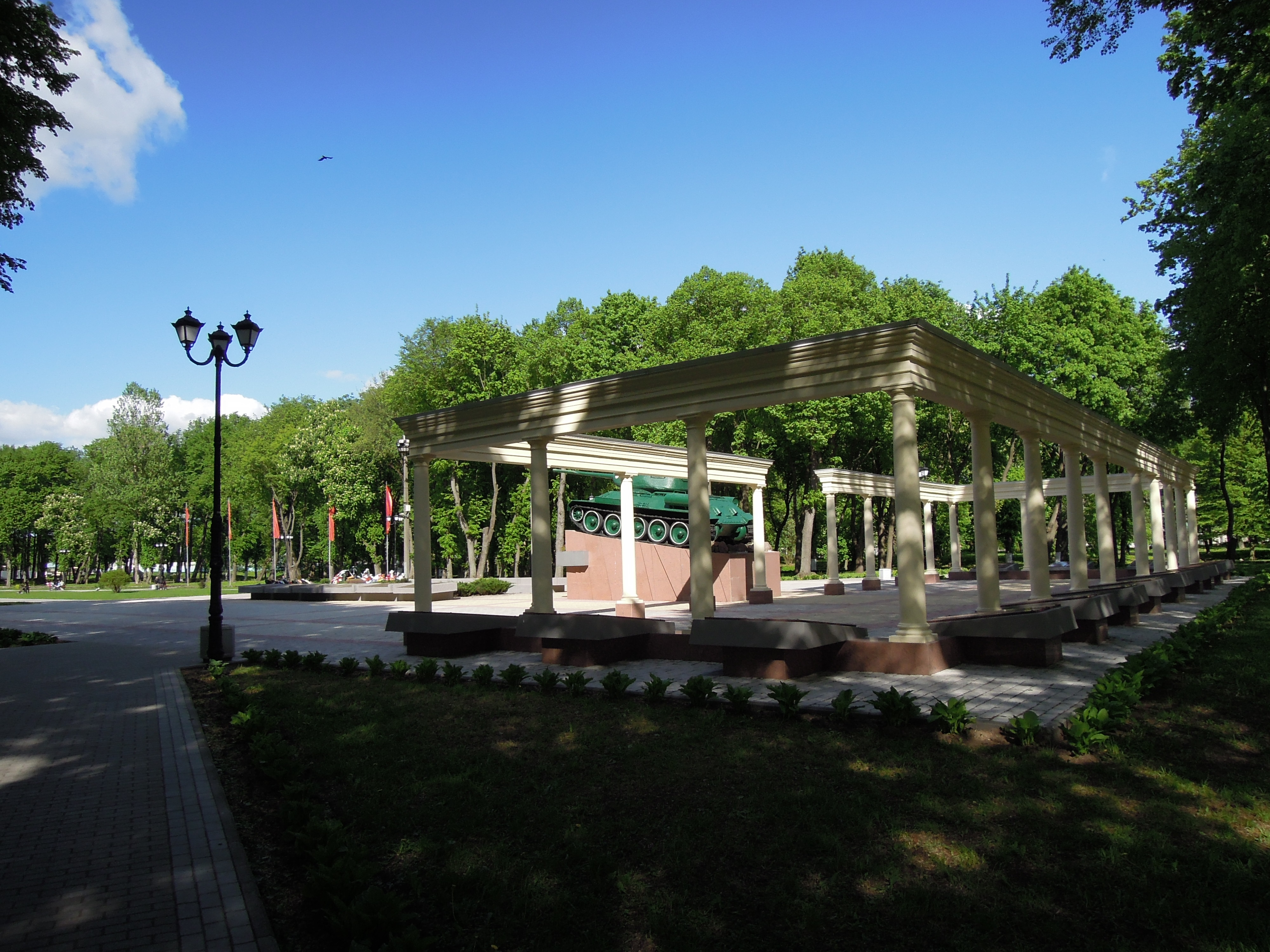
Парк Победы и "Танк"